# 북경관화
북경관화 또는 베이징관화(중국어 간체자: 北京官话, 정체자: 北京官話, 병음: Beǐjīng guānhuà)는 중국어 관화의 하위분류 중 하나로, 베이징(북경)과 주변 지역의 관화 방언을 총칭한다. 그 중 특히 베이징 시에서 쓰이는 베이징어(북경화)가 현대 표준 중국어의 기반이 되었다고 여겨진다.
청나라에 들어서부터 난징관화 대신에 중국의 표준어가 되어 갔다. 서양에서는 보통 만다린(Mandarin)이라고 하는 만주식 중국어로 청을 건국한 만주족이 중국인을 통치하기 위해서 사용한 만주식 중국어 방언이 기원으로 행정기관의 표준 중국어로 사용되었다. 이후 현대의 표준 중국어(보통화·국어·싱가포르 화어·말레이시아 화어)의 기반이 되어, 오늘날 중국 전역에서 광범위하게 사용되고 있다.

## 같이 보기
- 난징어
- 둥베이관화